# الحكومة العسكرية الأمريكية في جزر ريوكيو
 الحكومة العسكرية الأمريكية في جزر ريوكيو (باليابانية: 琉球列島米国軍政府)، كانت الحكومة في جزر ريوكيو، اليابان (التي يقع مقرها في جزيرة أوكيناوا) من عام 1945 إلى عام 1950، حيث تم استبدالها بالإدارة المدنية للولايات المتحدة في جزر ريوكيو.

## خلفية
بدأ الوجود الأمريكي المطول الأول في جزر ريوكيو مع وصول العميد البحري ماثيو سي بيري إلى أوكيناوا في مايو 1853. وبعد مرور أكثر من عام بقليل، انتهى هذا الوجود عندما غادر بيري. وكان بيري يأمل في استخدام أوكيناوا كنقطة انطلاق لفتح العلاقات مع اليابان خلال فترة باكوماتسو. وبعد مرور ما يقرب من مائة عام، عاد الأميركيون إلى الجزر، اعتباراً من أبريل 1945، بعد انتهاء آخر معركة في الحرب العالمية الثانية.  :3

## نظام الحكومة
كانت الحكومة برئاسة الحاكم العسكري (軍政長) ونائبه، كبير ضباط الحكومة العسكرية (軍庁会長). وقد ساعدهم نائب قائد الحكومة العسكرية (軍庁副会長). : 74 